# Loceptes
Loceptes är ett släkte av skalbaggar. Loceptes ingår i familjen vivlar.
Kladogram enligt Catalogue of Life:
| Loceptes | \| \| Loceptes recessus \| \| \| \| |
|          | \| \| Loceptes recessus \| \| \| \| |
|          | Loceptes recessus                   |
|          |                                     |